# Bystrá
Bystrá là một làng thuộc huyện Pelhřimov, vùng Vysočina, Cộng hòa Séc.